# بوگات (گووی-آلتای)
بوگات (به لاتین: Bugat) یک منطقهٔ مسکونی در مغولستان است که در استان گاوی-آلتای واقع شده‌است. بوگات ۹٬۹۲۱ کیلومتر مربع مساحت دارد.